# Arthur Conan Doyle
Sir Arthur Ignatius Conan Doyle (n. 22 mai 1859, Edinburgh, Regatul Unit al Marii Britanii și Irlandei – d. 7 iulie 1930, Crowborough, Anglia, Regatul Unit) a fost un romancier britanic, celebru pentru a-l fi creat pe Sherlock Holmes - primul detectiv care apare într-o serie de romane polițiste. În afara acestora, Sir Arthur Conan Doyle a fost autorul a numeroase povestiri științifico-fantastice, romane istorice, piese de teatru, romane de dragoste, poezie și texte inspirate direct din realitate (non-fiction).

## Biografie
Sir Arthur Conan Doyle s-a născut la Edinburgh, din părinți irlandezi care emigraseră în Scoția. A fost trimis la Stonyhurst, o școală a iezuiților, la vârsta de 9 ani, deși când a absolvit-o în 1875 el abandonase deja creștinismul pentru a deveni un agnostic. Din 1876 până în 1881 a studiat medicina la Universitatea din Edinburgh, inclusiv o perioadă de practică petrecută la Aston (acum parte a districtului Birmingham). După absolvire s-a angajat ca doctor pe un vas care se îndrepta spre coasta Africii de Vest; în 1882 și-a deschis un cabinet la Plymouth. Și-a luat doctoratul în 1885. Ducea lipsă de pacienți și își umplea timpul dintre două consultații scriind povestiri. Prima povestire a publicat-o în Chambers's Edinburgh Journal înainte să împlinească 20 de ani.
Abia după ce și-a mutat cabinetul la Southsea Doyle s-a dedicat cu seriozitate literaturii. Prima operă semnificativă a fost A Study in Scarlet [Un studiu în roșu] în care apărea pentru prima oară Sherlock Holmes, un erou inspirat de persoana lui Joseph Bell, un fost profesor al său de la universitate. Rudyard Kipling l-a felicitat pe Doyle pentru acest succes și l-a întrebat: „Oare e vorba de bătrânul meu prieten, Dr. Joe?”. În perioada cât Doyle a locuit la Southsea a contribuit la formarea Portsmouth Football Club, el fiind primul portar amator al acestei echipe.
În 1885 s-a căsătorit cu Louise Hawkins, care suferea de tuberculoză și a murit în 1906. S-a recăsătorit cu Miss Jean Leckie în 1907, cu care se întâlnise de fapt încă din 1897 și de care se îndrăgostise. Dragostea pentru Jean a fost platonică între 1897-1907, în semn de fidelitate conjugală pentru prima lui soție. Doyle a avut în total cinci copii, doi cu prima soție (Mary si Kingsley), și trei cu a doua (Jean, Denis și Adrian).

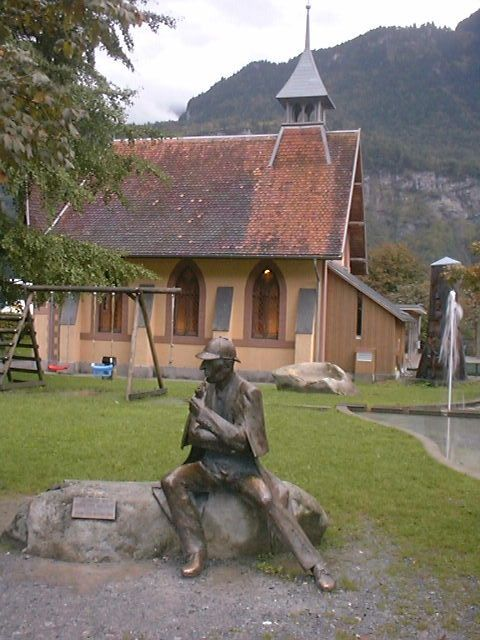
Statuia lui Sherlock Holmes la Meiringen (Cantonul Berna, Elveția).

## Cariera literară
În 1890 Doyle a obținut o diplomă în oftalmologie la Viena; în 1891 s-a mutat la Londra pentru a deschide un cabinet de oftalmologie. A avut astfel mai mult timp pentru scris dar în noiembrie 1891 îi scria mamei sale: „Mă gândesc să-i vin de hac lui Holmes... s-o închei odată pentru totdeauna cu el. De fapt el mă împiedică să mă concentrez asupra unor lucruri mai importante.” În decembrie 1893 și-a pus planul în aplicare pentru a se dedica scrierii unor romane istorice, sacrificându-l pe Holmes într-o scenă în care acesta îl înfrunta pe profesorul Moriarty, dușmanul lui de moarte. Amândoi sar într-o cascadă și își găsesc sfârșitul în povestirea „Ultima problemă”. Publicul a reacționat însă prompt și Doyle a fost forțat să revină asupra deciziei sale. În povestirea „The Adventure of the Empty House”, Doyle a recurs la o explicație ingenioasă pentru a-l „reînvia” pe Holmes, și anume că doar Moriarty a murit, iar Holmes, care avea și alți dușmani, a preferat să o facă pe mortul. Sherlock Holmes este personajul principal în 56 povestiri și patru romane a lui Doyle.

## Anii de maturitate

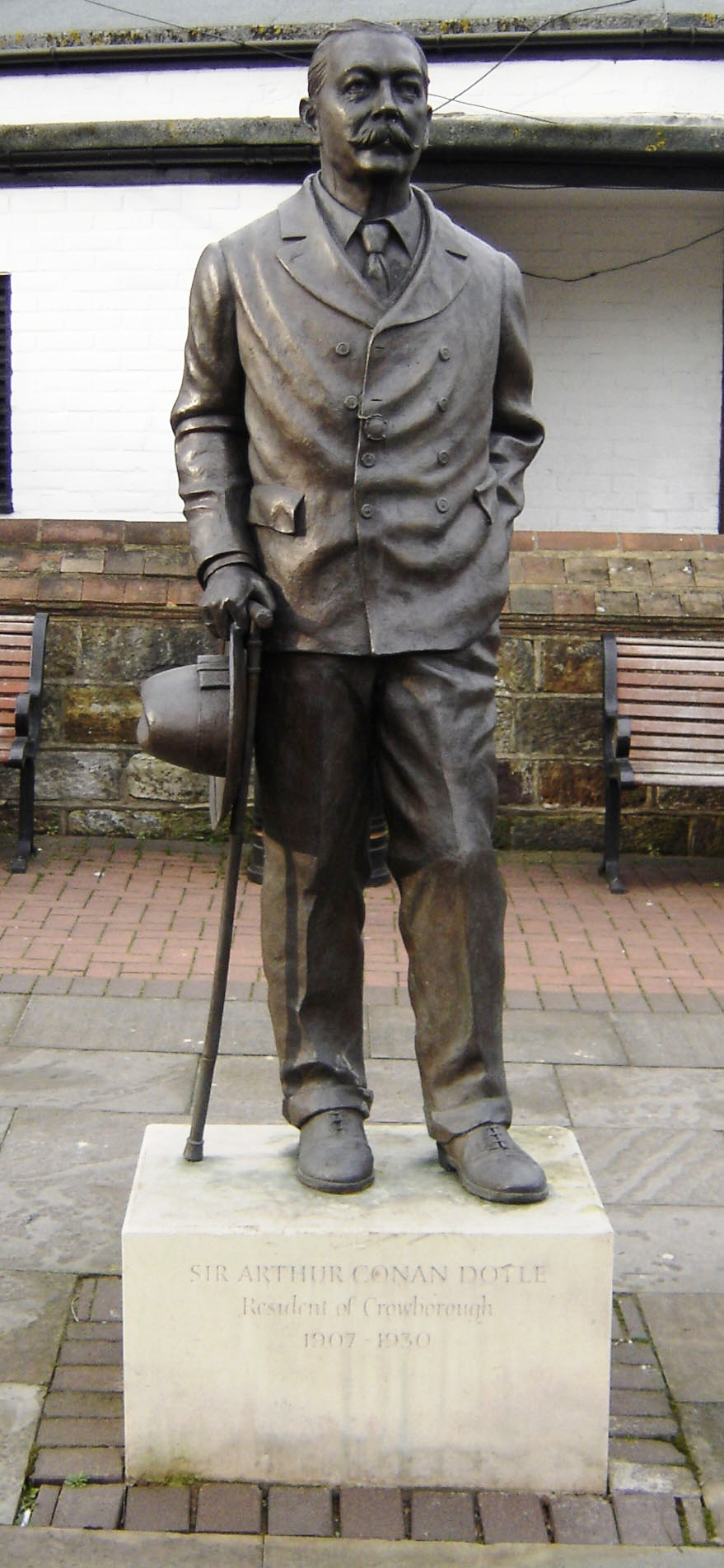
Statuia din Crowborough a lui Arthur Conan Doyle

În ultima parte a vieții sale Doyle a fost atras de spiritism în așa măsură că a scris un roman cu profesorul Challenger pe această temă: Țara ceții. Un episod mai ciudat al acestei perioade l-a reprezentat publicarea cărții Sosirea zânelor (1921): se pare că Doyle era convins de veridicitatea fotografiilor cu zâne din basmele Cottingley, surprinse de el în niște fotografii pe care le-a reprodus în carte, împreună cu teorii despre natura și existența zânelor și spiridușilor. Această carte a constituit motivul interzicerii în Uniunea Sovietică a colecției sale de povestiri The Adventures of Sherlock Holmes în 1929, sub acuzația de ocultism. Din fericire interdicția a durat scurtă vreme.
Doyle a fost prietenul magicianului american Harry Houdini, un oponent de marcă al mișcării spiritiste. Deși Houdini insista asupra ideii că mediile spiritiste se folosesc de anumite trucuri, Doyle a fost convins că Houdini însuși posedă puteri supranaturale, o părere exprimată în cartea sa Granița necunoscutului. Se pare că Houdini nu a reușit să-l convingă că folosea doar elemente de scamatorie, în fața unui public insuficient de antrenat ca să-și dea seama că era tras pe sfoară.
Arthur Conan Doyle a murit în 1930 ca urmare a unui atac de cord și este înmormântat în cimitirul bisericii din Minstead, în New Forest, Hampshire, Anglia.
O statuie a fost ridicată în onoarea sa la Crowborough Cross în Crowborough, East Sussex, Anglia, unde Sir Arthur a trăit timp de 23 de ani. O statuie a lui Sherlock Holmes poate fi văzută in Picardy Place, Edinburgh, Scoția, aproape de casa unde s-a născut Conan Doyle.